# Martín García (calciatore 1998)
Martín García (General Villegas, 25 agosto 1998) è un calciatore argentino, difensore del Güemes (SdE).

## Caratteristiche tecniche
È un terzino destro.

## Carriera
Cresciuto nel settore giovanile del Sarmiento (J), debutta in prima squadra il 1º dicembre 2018 in occasione dell'incontro di Primera B Nacional pareggiato 1-1 contro il Gimnasia (J).

## Statistiche

### Presenze e reti nei club
Statistiche aggiornate al 31 luglio 2021.
| Stagione        | Squadra         | Campionato      | Campionato | Campionato | Coppe nazionali | Coppe nazionali | Coppe nazionali | Coppe continentali | Coppe continentali | Coppe continentali | Altre coppe | Altre coppe | Altre coppe | Totale | Totale |
| Stagione        | Squadra         | Comp            | Pres       | Reti       | Comp            | Pres            | Reti            | Comp               | Pres               | Reti               | Comp        | Pres        | Reti        | Pres   | Reti   |
| --------------- | --------------- | --------------- | ---------- | ---------- | --------------- | --------------- | --------------- | ------------------ | ------------------ | ------------------ | ----------- | ----------- | ----------- | ------ | ------ |
| 2018-2019       | Sarmiento (J)   | PN              | 5          | 0          | CA              | 1               | 0               |                    | -                  | -                  |             | -           | -           | 6      | 0      |
| 2019-2020       | Sarmiento (J)   | PN              | 1          | 0          | CA              | 0               | 0               |                    | -                  | -                  |             | -           | -           | 1      | 0      |
| 2020            | Sarmiento (J)   | PN              | 7          | 0          |                 | -               | -               |                    | -                  | -                  |             | -           | -           | 7      | 0      |
| 2021            | Sarmiento (J)   | PD              | 4          | 0          | CA+CdL          | 1+9             | 0               |                    | -                  | -                  |             | -           | -           | 14     | 0      |
| Totale carriera | Totale carriera | Totale carriera | 17         | 0          |                 | 11              | 0               |                    | -                  | -                  |             | -           | -           | 28     | 0      |

## Palmarès

### Club

#### Competizioni nazionali
- Primera B Nacional: 1

Sarmiento (J): 2020